# Sporting Club universitaire de France rugby
Pour le club omnisports, voir Sporting club universitaire de France.
Le Sporting club universitaire de France rugby est la section de rugby à XV du club omnisports Sporting club universitaire de France. En 2024-2025, le club évolue en championnat de France de Fédérale 2.

## Historique

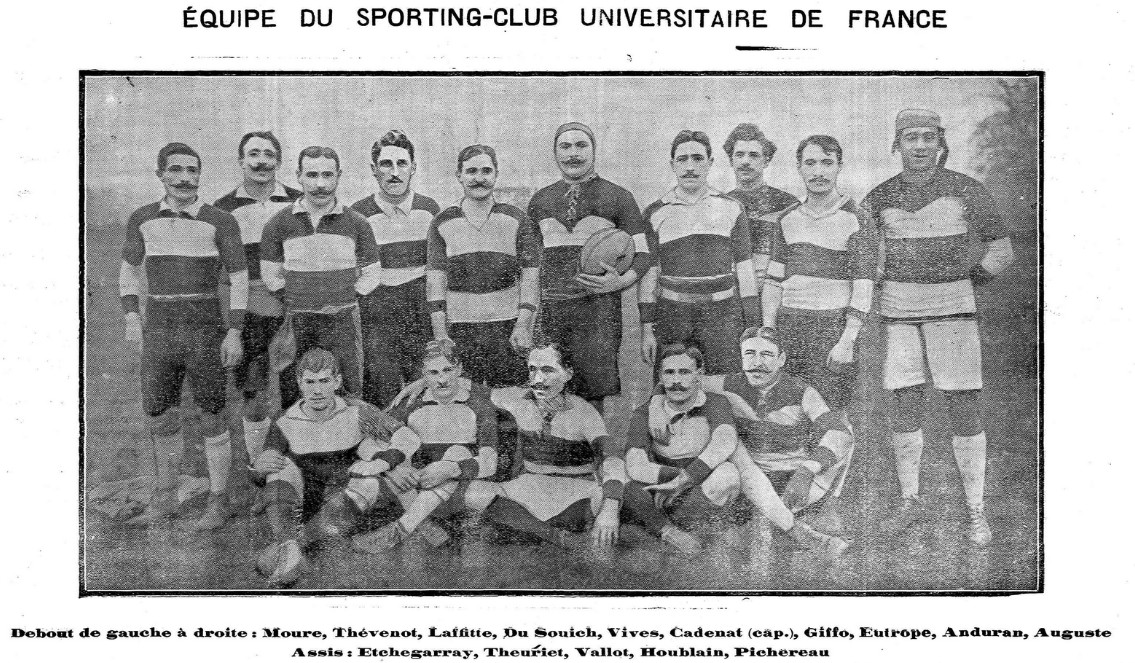
Le Sporting club universitaire de France rugby en 1911.

La section de rugby du club est la troisième à être fondée après celle de cyclisme et d'athlétisme. Devant l'engouement suscité par le rugby auprès de la communauté estudiantine parisienne le Sporting Club Amateur devient le Sporting Club Universitaire de France (SCUF), le 29 octobre 1901.
Le SCUF connaît son apogée avant la Première Guerre mondiale, en atteignant à deux reprises la finale du championnat de France en 1911 et 1913. Le SCUF fournit aussi 16 internationaux au XV de France. À sa tête, Charles Brennus, maître graveur, qui fabrique le trophée récompensant le champion de France de la première division de rugby, et lui donne son nom, le Bouclier de Brennus.
Pour la saison 2008-09, le SCUF a évolué en championnat Honneur (le sommet du rugby amateur régional) d’Île-de-France et finit première de sa poule obtenant ainsi la remontée en Fédérale 3. Le 10 mai 2009, elle a remporté le titre de Champion Île-de-France Honneur à Chilly-Mazarin (Essonne) en battant l'équipe des Boucles de la Marne par 23 à 18. Le SCUF ne parvient pas à se maintenir en Fédérale 3 et redescend en Honneur où il évolue depuis la saison 2010-2011. En 2015, l'équipe Réserve est sacrée championne d'Île-de-France et atteint la finale du championnat de France où elle s'incline devant Soustons.
La saison 2015-16 a vu l'équipe Première du SCUF terminer en tête de sa Poule lui garantissant un retour en Fédérale 3. Après deux saisons en Fédérale 3, le SCUF retombe en division Honneur.
Depuis la saison 2022-2023, le Club a retrouvé le championnat de France de Fédérale 3.

## Palmarès
- Championnat de France :
  - Vice-champion (2) : 1911 et 1913

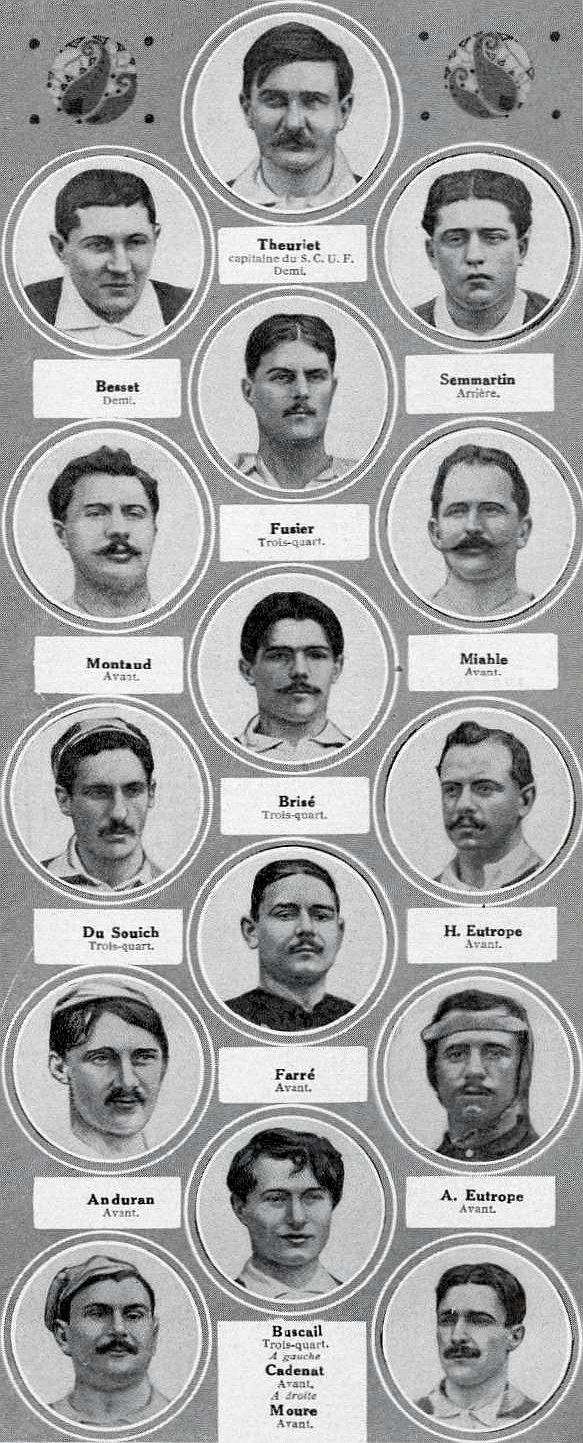
L'équipe du S.C.U.F. vice-championne de France de rugby en avril 1913.

  - Champion de Paris (1re série), équipe première : 1911 - 1913
  - Champion de Paris (Honneur), équipe première : 1925 - 1932 - 2009 (Finaliste en 2016)
  - Champion de Paris (Promotion), équipe première : 1930 - 1934 - 1936 - 1937
  - Champion de Paris (2e série), équipes première : 1901 (sous le vocable Sporting Club Amateurs)
  - Champion de Paris (1re série), équipe seconde : 1912 - 1913 - 1919 - 1920 - 1932 - 1943
  - Champion de Paris (2e série), équipe seconde : 1900 (sous le vocable Sporting Club Amateurs)
  - Champion de Paris (1re série), équipe troisième : 1903 - 1911 - 1912 - 1913 - 1914 - 1926 - 1927 - 1938
  - Champion de Paris (1re série), équipe quatrième : 1911 - 1926 - 1927 - 1928 - 1930
  - Champion Clubs du samedi Réserves : 2002
  - Coupe Clubs du samedi Réserves : 2002
  - Coupe Clubs du samedi 2e Div : 2008
  - Champion d'Ile de France Catégorie Cadets Teulière A : 2013 et 2014
  - Champion d'Ile de France Catégorie Minimes A3 : 2015 et 2017
  - Champion Ile de France Réserves Honneurs : 1993 - 2015
  - Vice-Champion Ile de France Réserves Honneurs : 2019
  - Vice-Champion de France Réserves Honneurs : 2015.

## La Rose Cup
En 1905, le SCUF, qui désire fêter son dixième anniversaire avec un certain éclat, invite un club du Warwickshire : le Stratford Upon Avon Rugby Football Club. Hasard étonnant ou heureux, les deux clubs arborent les mêmes couleurs, le noir et le blanc. La première rencontre se déroule le 26 novembre 1905 au Parc des Princes devant une forte affluence de 3 000 personnes. Le SCUF commandé par Frantz Reichel perd 21-0. La défaite est lourde mais les équipes promettent de se revoir.
Aussi le 24 février 1906, Étienne Fabre, avocat à la Cour, demi d'ouverture, emmène le SCUF avec Pichereau, Anduran et les autres affronter l'Anglais. Le voyage outre-Manche est une véritable expédition. Lorsque le SCUF arrive à la mairie de Stratford, celle-ci est décorée aux couleurs de la France et de l'Angleterre. Le match se déroule le samedi après-midi sur le terrain de Pearcecroft devant 2 000 personnes et le SCUF est battu 27-3. C'est Étienne Fabre qui marque l'essai qui sauve l'honneur.  Le lien se distend, et aucun match n’est plus organisé avant 1956.
En 1955, la FFR transmet au SCUF une lettre de Stratford-upon-Avon demandant si le Sporting Club Universitaire de France existe toujours. Les choses vont aller très vite et le 25 février 1956, le SCUF voit débarquer une délégation conduite par A.G Rose (Sonny). Après avoir assisté à une victoire en championnat du SCUF, les Anglais invitent les joueurs du SCUF pour octobre 1956. Ce sera le « match du jubilé », 50 ans après le premier. Le dimanche 21 octobre, Stratford l'emporte 21-6 à Pearcecroft devant 3 000 spectateurs.
L'année suivante, Stratford se rend à Paris et connaît sa première défaite. En ce 5 mai, le SCUF l'emporte 6-3 au stade Jean-Bouin devant 2 000 personnes. C'est à cette occasion qu'une magnifique Coupe d'argent, la G.H. Rose Mémorial Cup, est confiée à son vainqueur pour une année. Elle est offerte par le président Sonny Rose en mémoire de son père GH Rose, capitaine en 1905. La coupe dénommée familièrement la Rose Cup (en français) ou la Couperose (en anglais) devient le symbole des rencontres, qui se déroulent depuis chaque année, entre les deux clubs.
En 2015, le SCUF et Stratford ont fêté les 110 ans de la Rose Cup.

## Entraîneurs
- Arnaud Seux

## Joueurs emblématiques
| - Joé Anduran - Lucien Besset - Jean Boubée - René Boudreaux - Jacques Boussuge - Charles Brennus - Jean-Baptiste Brisé - Georges Bruni - Fernand Buscail - Jules Cadenat - Georges Carpentier - Pierre-Édouard Detrez - Charles du Souich - Félix Éboué | - Alfred Eluère - Albert Eutrope - Wesley Fofana - Philippe Guillard - Rémi Laffitte - Jean Martin - Frantz Reichel - Émile Sarrade - Jean Semmartin - André Theuriet - Hawa Tounkara |